# Louis McHenry Howe
Pour les articles homonymes, voir McHenry et Howe.
Louis McHenry Howe (1871-1936) était un ami et conseiller du président américain Franklin Delano Roosevelt. Il le soutint notamment pendant l'élection de 1932.

## Biographie
Louis Howe est né en 1871 à Indianapolis. Un accident de vélo laissa son visage marqué par des cicatrices. Son père était propriétaire d'un journal à New York, dans lequel Louis Howe travailla. Howe rencontra Roosevelt en 1911, dont il devint rapidement le conseiller.

## Dans la fiction
- Dans la série télévisée The First Lady (2022), son rôle est interprété par Jackie Earle Haley.